# Звездна нощ над Рона
Звездна нощ над Рона (на френски: Nuit étoilée sur le Rhône) е картина на Винсент ван Гог, създадена през септември 1888 г. и представя брега на река Рона при Арл през нощта.

## История
Мотивът със звездно небе се появява и в други картини на ван Гог като например картините Звездна нощ, Тераса на нощно кафене и други. За първи път картината се представя на ежегодната изложба на независимите в Париж по настояване на брат му Тео заедно с Ириси.
Винсент описва замисъла си и композицията на брат си Тео, като това, че небето е аквамарин, водата ярко-синя, земята е розово-лилава, газовите фенери светят в жълто, а отражението им в ярко-златно. А в небето Голямата мечка свети в зелено и розово в контраст със златните фенери. Има две разноцветни фигури на влюбени в преден план.
Както личи от по-късни фотографии, изгледът е напълно реалистичен. Представена е Рона, течаща през Арл, в посока югозапад; вдясно е кварталът Тринкетай. Изобразените на небето звезди са прекомерно големи и съзвездието, което ван Гог е нарисувал, при все че се разпознава недвусмислено, в действителност е над противоположния (северен) хоризонт.